# Esmir Bajraktarević
Esmir Bajraktarević (Appleton, 10 maart 2005) is een Bosnisch-Amerikaans voetballer die doorgaans speelt als vleugelspeler. In januari 2025 verruilde hij New England Revolution voor PSV. Bajraktarević maakte in 2024 zijn debuut in het Amerikaans voetbalelftal en later dat jaar stapte hij over naar het Bosnisch voetbalelftal.

## Clubcarrière
Bajraktarević speelde als kind bij SC Wave en werd later opgenomen in de opleiding van Chicago Fire. De reisafstand was echter te groot en hij keerde weer terug naar SC Wave. Later verkaste hij naar de jeugdopleiding van New England Revolution, waar hij in mei 2022 zijn eerste professionele contract tekende, tot en met het kalenderjaar 2025. Zijn debuut in het eerste elftal volgde drie dagen later. In de US Open Cup werd in de verlenging met 1–0 verloren van New York City. Hij mocht van coach Bruce Arena in de basisopstelling beginnen. Bajraktarević maakte zijn eerste officiële doelpunt op 8 augustus 2023, in de Leagues Cup tegen Querétaro. Hij tekende voor de 1–1, maar later werd in de strafschoppenserie met 4–3 verloren.
Tijdens 2024 had Bajraktarević overwegend een basisplaats bij New England Revolution. Na afloop van dat seizoen verkaste de vleugelspeler voor circa drie miljoen euro naar PSV, waar hij zijn handtekening zette onder een verbintenis voor de duur van vierenhalf jaar.

## Clubstatistieken
| Seizoen | Club                   | Competitie          | Competitie | Competitie | Beker | Beker | Internationaal | Internationaal | Totaal | Totaal |
| Seizoen | Club                   | Competitie          | Wed.       | Dlp.       | Wed.  | Dlp.  | Wed.           | Dlp.           | Wed.   | Dlp.   |
| ------- | ---------------------- | ------------------- | ---------- | ---------- | ----- | ----- | -------------- | -------------- | ------ | ------ |
| 2022    | New England Revolution | Major League Soccer | 3          | 0          | 1     | 0     | —              | —              | 4      | 0      |
| 2023    | New England Revolution | Major League Soccer | 13         | 0          | 2     | 0     | 1              | 1              | 16     | 1      |
| 2024    | New England Revolution | Major League Soccer | 29         | 3          | 0     | 0     | 8              | 1              | 37     | 4      |
| 2024/25 | PSV                    | Eredivisie          | 4          | 0          | 0     | 0     | 1              | 0              | 5      | 0      |
| Totaal  | Totaal                 | Totaal              | 49         | 3          | 3     | 0     | 10             | 2              | 62     | 5      |

Bijgewerkt op 18 mei 2025.

## Interlandcarrière
Bajraktarević maakte op 20 januari 2024 zijn debuut in het Amerikaans voetbalelftal, tijdens een vriendschappelijke wedstrijd tegen Slovenië. Dat land won door een doelpunt van Nejc Gradišar met 0–1. Bajraktarević moest van bondscoach Gregg Berhalter op de reservebank beginnen en hij viel na een uur spelen in voor Shaquell Moore. De andere Amerikaanse debutanten dit duel waren Patrick Schulte, Sean Zawadzki, Aziel Jackson (allen Columbus Crew), Josh Atencio (Seattle Sounders), Diego Luna (Real Salt Lake), Brian White (Vancouver Whitecaps), Timothy Tillman (Los Angeles), Bernard Kamungo (FC Dallas), Jack McGlynn (Philadelphia Union) en Duncan McGuire (Orlando City).
Een paar maanden na zijn interlanddebuut maakte Bajraktarević bekend de overstap te willen maken naar het Bosnisch voetbalelftal. Dit verzoek werd in augustus 2024 door de FIFA gehonoreerd. Zijn debuut in zijn nieuwe nationale ploeg maakte hij op 7 september van dat jaar, toen voor de UEFA Nations League 2024/25 gespeeld werd tegen Nederland. Ermedin Demirović en Edin Džeko scoorden voor Bosnië en Herzegovina, maar door goals van Joshua Zirkzee, Tijjani Reijnders, Cody Gakpo, Wout Weghorst en Xavi Simons werd met 5–2 verloren. Bajraktarević moest van bondscoach Sergej Barbarez op de reservebank beginnen en hij viel ruim twintig minuten na rust in voor Denis Huseinbašić.
| Interlands van Esmir Bajraktarević voor Verenigde Staten | Interlands van Esmir Bajraktarević voor Verenigde Staten | Interlands van Esmir Bajraktarević voor Verenigde Staten | Interlands van Esmir Bajraktarević voor Verenigde Staten | Interlands van Esmir Bajraktarević voor Verenigde Staten | Interlands van Esmir Bajraktarević voor Verenigde Staten | Interlands van Esmir Bajraktarević voor Verenigde Staten |
| №                                                        | Datum                                                    | Wedstrijd                                                | Uitslag                                                  | Competitie                                               | Goals                                                    |                                                          |
| Als speler bij New England Revolution                    | Als speler bij New England Revolution                    | Als speler bij New England Revolution                    | Als speler bij New England Revolution                    | Als speler bij New England Revolution                    | Als speler bij New England Revolution                    | Als speler bij New England Revolution                    |
| -------------------------------------------------------- | -------------------------------------------------------- | -------------------------------------------------------- | -------------------------------------------------------- | -------------------------------------------------------- | -------------------------------------------------------- | -------------------------------------------------------- |
| 1                                                        | 20 januari 2024                                          | Verenigde Staten – Slovenië                              | 0 – 1                                                    | Vriendschappelijk                                        |                                                          |                                                          |

| Interlands van Esmir Bajraktarević voor Bosnië en Herzegovina | Interlands van Esmir Bajraktarević voor Bosnië en Herzegovina | Interlands van Esmir Bajraktarević voor Bosnië en Herzegovina | Interlands van Esmir Bajraktarević voor Bosnië en Herzegovina | Interlands van Esmir Bajraktarević voor Bosnië en Herzegovina | Interlands van Esmir Bajraktarević voor Bosnië en Herzegovina | Interlands van Esmir Bajraktarević voor Bosnië en Herzegovina |
| №                                                             | Datum                                                         | Wedstrijd                                                     | Uitslag                                                       | Competitie                                                    | Goals                                                         |                                                               |
| Als speler bij New England Revolution                         | Als speler bij New England Revolution                         | Als speler bij New England Revolution                         | Als speler bij New England Revolution                         | Als speler bij New England Revolution                         | Als speler bij New England Revolution                         | Als speler bij New England Revolution                         |
| ------------------------------------------------------------- | ------------------------------------------------------------- | ------------------------------------------------------------- | ------------------------------------------------------------- | ------------------------------------------------------------- | ------------------------------------------------------------- | ------------------------------------------------------------- |
| 1                                                             | 7 september 2024                                              | Nederland – Bosnië en Herzegovina                             | 5 – 2                                                         | Nations League 2024/25                                        |                                                               |                                                               |
| 2                                                             | 10 september 2024                                             | Hongarije – Bosnië en Herzegovina                             | 0 – 0                                                         | Nations League 2024/25                                        |                                                               |                                                               |
| 3                                                             | 11 oktober 2024                                               | Bosnië en Herzegovina – Duitsland                             | 1 – 2                                                         | Nations League 2024/25                                        |                                                               |                                                               |
| 4                                                             | 14 oktober 2024                                               | Bosnië en Herzegovina – Hongarije                             | 0 – 2                                                         | Nations League 2024/25                                        |                                                               |                                                               |
| 5                                                             | 16 november 2024                                              | Duitsland – Bosnië en Herzegovina                             | 7 – 0                                                         | Nations League 2024/25                                        |                                                               |                                                               |
| 6                                                             | 19 november 2024                                              | Bosnië en Herzegovina – Nederland                             | 1 – 1                                                         | Nations League 2024/25                                        |                                                               |                                                               |

Bijgewerkt op 19 mei 2025.

## Erelijst
| Eredivisie           | 1 | 2024/25 |
| Johan Cruijff Schaal | 1 | 2025    |